# Krigets friktioner
Krigets friktioner är den samlade effekten av tillfälligheter, kaos, olyckor, missförstånd och andra oförutsägbara faktorer som förekommer i strid och som skapar svårigheter. Friktionerna är bland annat en följd av att det exakta händelseförloppet i krig inte är möjligt att förutse, något som ibland beskrivs med begreppet krigets dimma. Uttrycken skapades av militärteoretikern Carl von Clausewitz i hans bok Om kriget, utgiven 1832.